# Spinelle
Pour les articles homonymes, voir Spinelle (homonymie).
Le spinelle est une espèce minérale de la famille des oxydes de formule MgAl2O4 (oxyde de magnésium et d'aluminium).
C'est une pierre fine utilisée en joaillerie. Celui de couleur rouge a longtemps été confondu avec le rubis, ce qui lui vaut une grande quantité de synonymes. Ses principaux pays producteurs sont le Sri Lanka, la Birmanie et le Tadjikistan.

## Historique de la description et appellations

### Inventeur et étymologie
La première description a été réalisée en 1546 par Georg Bauer, dit Georgius Agricola. Le nom dérive du latin spina, « épine », en allusion à ses cristaux pointus à arêtes très nettes.

### Topotype
Il n'existe pas de topotype reconnu pour cette espèce.

### Synonymes
- Akerite[3].
- Candite (de Bournon 1823) : spinelle en masse noire. Gemme trouvée dans le district de Candi (Ceylan) à la fin du XVIIIe siècle par monsieur Leschenaust[4].
- Rubace ou rubacelle : terme désuet pour « petit rubis[5] ».
- Rubicelle : terme désuet qui peut, également, désigner une topaze rose-orangé[6].
- Rubis balais : terme désuet provenant d'une déformation du nom de Badakhchan, province du nord-est de l'Afghanistan d'où proviennent ces faux rubis, mot altéré en Balakhsh puis Balas[7].
- Spinelite.

## Caractéristiques physico-chimiques

### Variétés
- Alkali-spinel (Eckermann, H. von 1922) : variété de spinelle contenant Na2O 1,38 % et K2O 1,31 %. Trouvée à Mansjöberg, Los, Ljusdal, Hälsingland, Suède[8].
- Ceylanite (Delamétherie)[9] : le nom évoque l’île de Ceylan. Variété ferrifère de spinelle pour un ratio Mg:Fe de 3:1 a 1:1.

Variantes orthographiques : Zeilanite, Zeylanite.
- Chlorospinelle (M.G. Rose 1840) : variété ferrifère de spinelle avec Fe3+ en remplacement de l’aluminium[10].
- Chromospinelle : variété riche en chrome de formule Mg(Al,Cr3+)2O4[11]
- Corundolite : variété artificielle riche en alumine de formule MgO·2Al2O3[12]. Ce mot peut également désigner une roche[13].
- Ferropicotite (Lacroix 1910) : variété ferrifère de spinelle dédiée au minéralogiste Picot de Lapeyrouse[14].
- Gahnospinelle (Anderson & Payne 1937) : variété riche en zinc de formule (Mg,Zn)Al2O4, décrite initialement a Gem gravels, Ratnapura, Province de Sabaragamuwa, Sri Lanka, qui a inspiré le nom[15].
- Magnochromite (Websky 1873) : variété chromifère de spinelle[16].
- Pléonaste (Haüy 1801) : c'est-à-dire « qui surabonde[17] ». Terme intermédiaire de la série hercynite-spinelle.

### Couleur
La couleur des cristaux de spinelle est due à la présence d'au moins deux éléments de transition parmi V3+, Cr3+, Fe2+, Fe3+, Mn2+ et Mn3+, répartis de façon variée entre les sites tétraédriques et octaédriques de la structure spinelle.
- Les cristaux orange, rouges et magenta sont pauvres en fer et doivent leur couleur, principalement, à V3+ et Cr3+ dans les sites M (avec une prédominance de V3+ pour l'orange et de Cr3+ pour le rouge).
- Les cristaux roses, bleus et verts sont riches en fer, et leur couleur varie dans l'ordre rose-bleu-vert sous l'effet de l'augmentation de la concentration en fer total (principalement) et en Fe3+ (secondairement).
- Les cristaux jaunes, rares dans la nature, contiennent du manganèse et pas ou très peu de Fe2+.

### Cristallochimie
- Le spinelle forme trois séries, avec la magnésiochromite, avec la gahnite, avec l'hercynite.
- Le spinelle sert de chef de file à un groupe de minéraux isotructuraux qui porte son nom.

Groupe du spinelle :
Les spinelles désignent aussi un groupe de minéraux de formule générale (X2+)(Y3+)2(O2−)4, où X2+ est un cation divalent et Y3+ un cation trivalent. Parmi les membres de ce groupe, on peut noter la magnétite.
La structure des spinelles consiste en un empilement compact cubique à faces centrées d'oxygène. Les cations divalents occupent les sites à coordination tétraédrique et les cations trivalents les sites à coordination octaédrique.

## Cristallographie

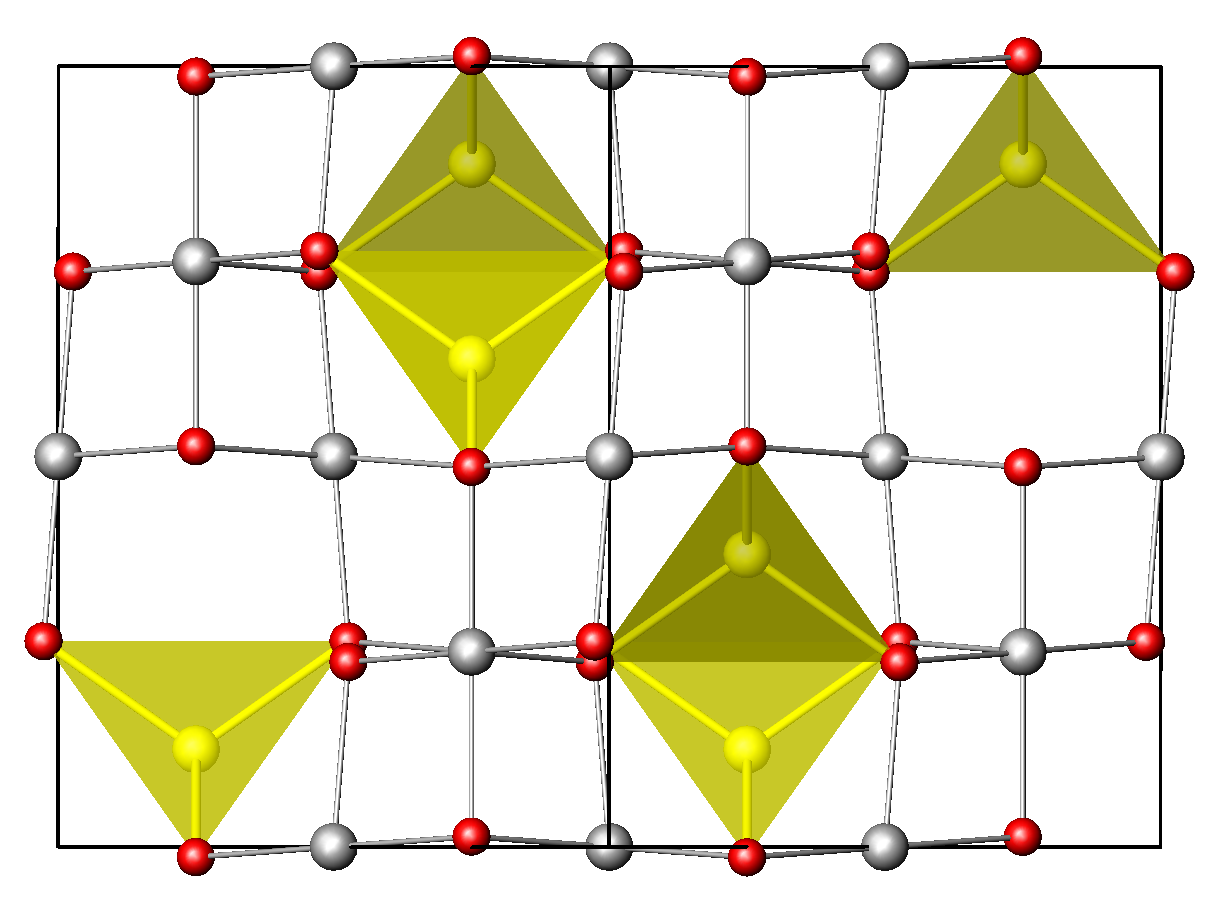
Structure cristalline du spinelle, vue le long de la direction [110]. Les atomes de magnésium sont représentés en jaune, ceux d'aluminium en gris et ceux d'oxygène en rouge.

Le spinelle cristallise dans le système cristallin cubique, de groupe d'espace Fd3m, avec Z=8 unités formulaires par maille conventionnelle.
- Paramètre de maille : {\displaystyle a} = 8,08 Å, Z = 8 ; V = 527,51 Å3
- Masse volumique calculée : 3,58 g/cm3

## Gîtes et gisements

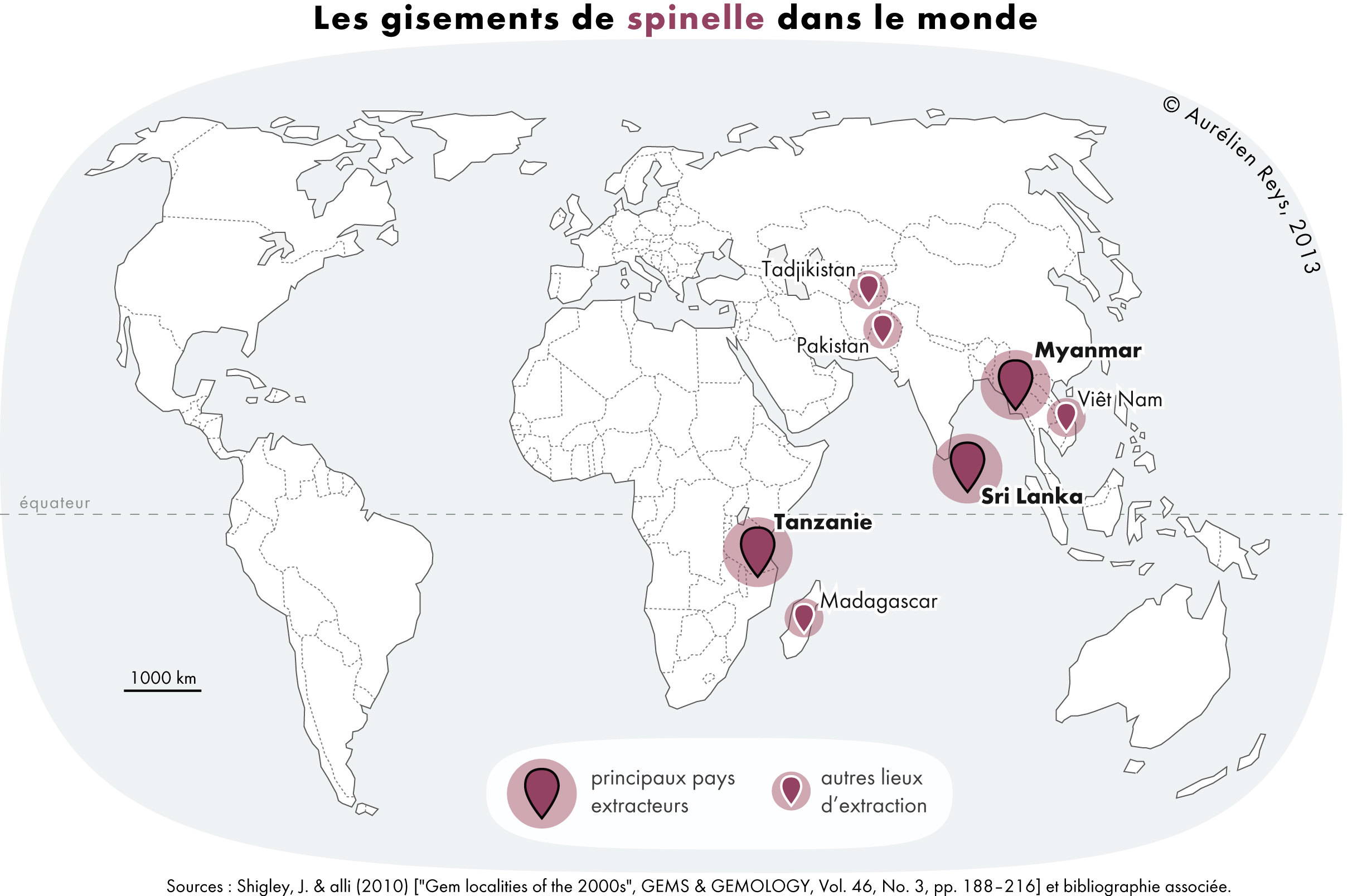
Carte des principaux pays producteurs de spinelles dans le monde

### Gitologie et minéraux associés

#### Gitologie
Le spinelle se rencontre essentiellement dans les calcaires métamorphiques. On le trouve dans les roches lunaires et dans des météorites.

#### Minéraux associés
Forstérite, chondrodite, scapolite, phlogopite, corindon, sillimanite, andalousite.

## Croissance des minéraux

### Synthèse
Le spinelle synthétique peut être incolore ou coloré, il porte alors différents noms. Certains sont interdits par le C.I.B.J.O (World jewellery confederation), d'autres font l'objet d'une protection pour terme déposé.
- Rozircon : marque déposée pour un spinelle synthétique rose.
- Saphir blanc : terme interdit.
- Strongite : marque déposée pour un spinelle synthétique.

## Exploitation des gisements
UtilisationsLe spinelle fait de qualité gemme est une pierre fine très utilisée.

### Gisements producteurs de spécimens remarquables
- Afghanistan :

Jegdalek, district de Surobi, province de Kaboul.
- Birmanie :

Kyauk Tha, Kyauk-Pyat-Thet, Mogok, district de Sagaing, division de Mandalay.
- France :

affleurements de péridotite, étang de Lers, col d'Agnès, Massat, Ariège, Midi-Pyrénées.
- Vietnam :

mine de Luc Yen, province de Yen bai.

## Spécimens remarquables
Marguerite de Foix (morte en 1486), princesse de Navarre et duchesse de Bretagne par son mariage, possédait le spinelle Côte-de-Bretagne qui, légué à sa fille Anne de Bretagne, entra dans le trésor royal de François Ier. Retaillé en forme de dragon pour constituer l'insigne de la Toison d'or de Louis XV, il fait partie des joyaux de la Couronne conservés au Musée du Louvre. Deux célèbres pierres de la couronne d'Angleterre, le « Rubis du Prince Noir » sur la couronne et le « Rubis de Tamerlan », pierre de 361 carats sur un des colliers de la couronne d’Angleterre, se sont avérées être des spinelles rouges.